# Les Petites Dalles
Les Petites-Dalles est un hameau partagé entre Sassetot-le-Mauconduit et Saint-Martin-aux-Buneaux, communes du département de Seine-Maritime, dans la région Normandie, en France. Cette situation particulière fait qu'il est également partagé entre deux cantons (Valmont et Cany-Barville), deux arrondissements (Le Havre et Dieppe) et aussi deux diocèses.
Station balnéaire au sud de Dieppe en Normandie, sur le littoral de la Manche et du pays de Caux, les Petites-Dalles tirent leur réputation des falaises qui encadrent le village et la plage et qui ont inspiré les peintres impressionnistes, dont Claude Monet et Berthe Morisot, et de ses nombreuses villas balnéaires de la fin du XIXe siècle, parfaitement conservées (Les Catelets, Les Lampottes, Les Mouettes, Les Lierres, Les Chrysanthèmes, etc.).

## Administratif
- code postal : 76540 - Valmont.

Quoique sur deux communes, n'est attribué qu'un seul code postal au hameau des Petites-Dalles, celui de Valmont duquel dépend la commune de Sassetot-le-Mauconduit.

## Toponymie
Le nom ancien pour les Petites-Dalles apparait sous la forme latinisée Daletis dans une charte de 1252 (abbé Cochet).
Il s'agit d'un dérivé de Dalis qui figure dans la même charte, de même on y trouve Weletis (Veulettes, autrement Welletes 1219), diminutif de Veules (Wellas 1025). Contrairement au second exemple cité, *Dales est devenu les Grandes-Dalles et *Dalettes, les Petites-Dalles.
Dalle(s) est un appellatif d'origine norroise dalr « vallée », ce qui correspond bien à la nature du site. On trouve également en pays de Caux : les Rouges Dalles (Crasville-la-Mallet), les Basses Dalles (Néville) et en Cotentin : les Longues Dalles (La Pernelle), etc..
Ces formations toponymiques avec l'article défini sont postérieures aux formations sans l'article que l'on rencontre à maintes reprises en Normandie : Briquedalles (un manoir et gîte, qui est à Sassetot-le-Mauconduit), Oudalle (Hulvedala 1025, ulfr « loup » cf. Nom de famille Ouf), Bruquedalle (Brokedale 1189, vieil anglais brōc « ruisseau », cf. Brookdale), Dieppedalle (Diepedale 1225 cf. Deepdale, GB), etc. Il a été utilisé avec la plupart des appellatifs d'origine anglo-scandinave : le Tot, le Bec, le Thuit, la Crique, etc.
Il existe aussi un hameau des Grandes-Dalles à quelques kilomètres à l'ouest.
En ce qui concerne le vocable dalle employé avec l'article, il y a pu avoir confusion avec un autre terme norrois dœla « rigole pour l'écoulement des eaux à bord d'un navire » qui a donné dalot, terme de marine désignant une « ouverture pratiquée dans le bordage et permettant l'écoulement des eaux embarquées » et dalle en dialecte normand, qui signifie « évier » et origine probable du français dalle. Le mot norrois dœla se perpétue dans l'islandais dæla « pompe ».
Dans ce cas, les Petites-Dalles pourraient se référer à « des écoulements d'eaux dans des canaux d'évacuation ».

## Histoire

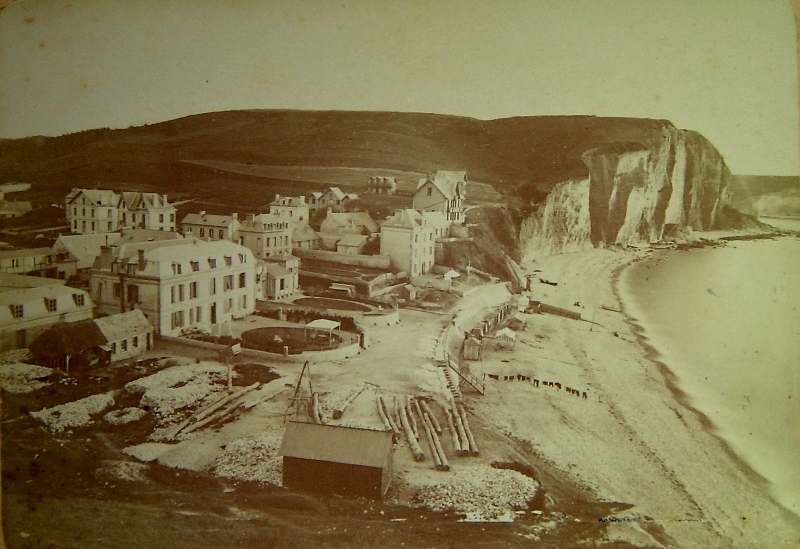
La plage vers 1875, au centre avant la falaise, la villa Brise Lames de Henri Wallon).

En 1875, Élisabeth de Wittelsbach dite Sissi vient passer les mois d'août et septembre au château de Sassetot-le-Mauconduit et se baigne régulièrement sur la plage des Petites-Dalles. Le peintre Paul Valantin réalise un tableau de la scène. En son honneur, une allée des Petites-Dalles s'appelle « allée de l'Impératrice ». Le château existe toujours, c'est un hôtel-restaurant.
En 1876, l'homme politique Henri Wallon achète la propriété Saillot qui deviendra la villa Brise-Lames au bord de la plage. L'esplanade de la plage porte son nom de nos jours.
Pendant la Première Guerre mondiale, une colonie serbe était réfugiée aux Petites-Dalles et logeait à l'hôtel des Pavillons et à la villa Kermor. Les premiers réfugiés serbes sont arrivés aux Grandes-Dalles le 27 janvier 1916. Ils ont été 133. La colonie a déménagé des Grandes-Dalles aux Petites-Dalles le 23 mai 1916. Au mois d'août 1916, elle comptait 83 personnes, 23 femmes et 60 hommes. La directrice était Mme Marguerite Pavlović, née Brulé, et le directeur M. Dimitrije Pavlović, avocat, président du Club français de Niš (Serbie). Il ne s'agissait pas de soldats blessés ou convalescents, mais essentiellement des représentants de professions libérales — avocats, médecins, ingénieurs — qui avaient fui leur pays envahi. Parmi ces réfugiés se trouvait Vladislav Petković Dis, célèbre poète serbe. Le 26 août 1916, il participa avec Ernest Daudet à un concert organisé aux Petites-Dalles par la Croix-Rouge française et serbe.
Le 10 juin 1940 vers 11 h 30, le général allemand Rommel, à la tête de la 7e division de panzers, atteignit la Manche aux Petites-Dalles, fermant ainsi aux troupes françaises et anglaises la route vers Le Havre et Fécamp.
Le capitaine de marine marchande Joseph Heuzé, habitant des Petites-Dalles, résistant participant à un réseau d'évacuation de juifs vers l'Angleterre fut arrêté par l'armée allemande qui ne put obtenir d'informations de sa part malgré l'arrestation de son frère, quelques mois plus tôt. Le peu d'informations sensibles resteront inaccessibles à l'armée allemande, notées sous forme codée dans son missel qu'il eut la présence d'esprit d'abandonner au moment de son arrestation. Il fut déporté à Mathausen dans le convoi du 6 avril 1944 et mourut quelques mois plus tard, le 7 septembre 1944 à Hartheim, gazé dans le cadre du programme d'inaptitude aux travaux forcés à la suite d'une infection. Son nom sera donné à la rue principale des Petites-Dalles afin de rendre hommage à son courage et sa détermination.

### Jules Verne et les Petites-Dalles
Michel Verne, fils de Jules, avait pour habitude de passer ses vacances aux Petites-Dalles avec sa femme et ses enfants. Il y reçoit son père et sa mère en août 1890, ce qui fut l'occasion de leur réconciliation, Jules ayant toujours jusqu'alors refusé de faire connaissance avec la nouvelle femme de son fils. Jules Verne y séjourne de nouveau du 28 août au 3 septembre 1899. Il s'agit de l'avant-dernier voyage fait par l'écrivain avant le déplacement à Rouen du 6 au 8 septembre 1900.
Deux cartes postales existent de cet événement. Longtemps, les biographes ont cru qu'il s'agissait de photographies représentant Jules Verne et sa famille devant les falaises de Mers-les-Bains. La liste des déplacements effectués par Verne disponible dans les collections de la bibliothèque Louis-Aragon d'Amiens, nous révèle le lieu exact des clichés ainsi qu'une lettre de Jules à Michel disant : « Nous comptons partir lundi 28, à 8 h du matin, pour arriver à Cany à 12 h 33 où nous comptons trouver un moyen de transport pour les Petites Dalles. »
Jules Verne, en outre, y termine son roman Bourses de voyage qui sera publié en 1903[réf. nécessaire].

## Éboulement
Le 25 août 2016, un éboulement, sur une longueur d'une centaine de mètres de la falaise, a eu lieu, sans faire de victime. Près de 50 000 m3 de roches se sont écroulés sur une plage de la commune de Saint-Martin-aux-Buneaux au lieu-dit Petites-Dalles, selon le Service d'incendie et de secours (SDIS) de Seine-Maritime.

## Patrimoine

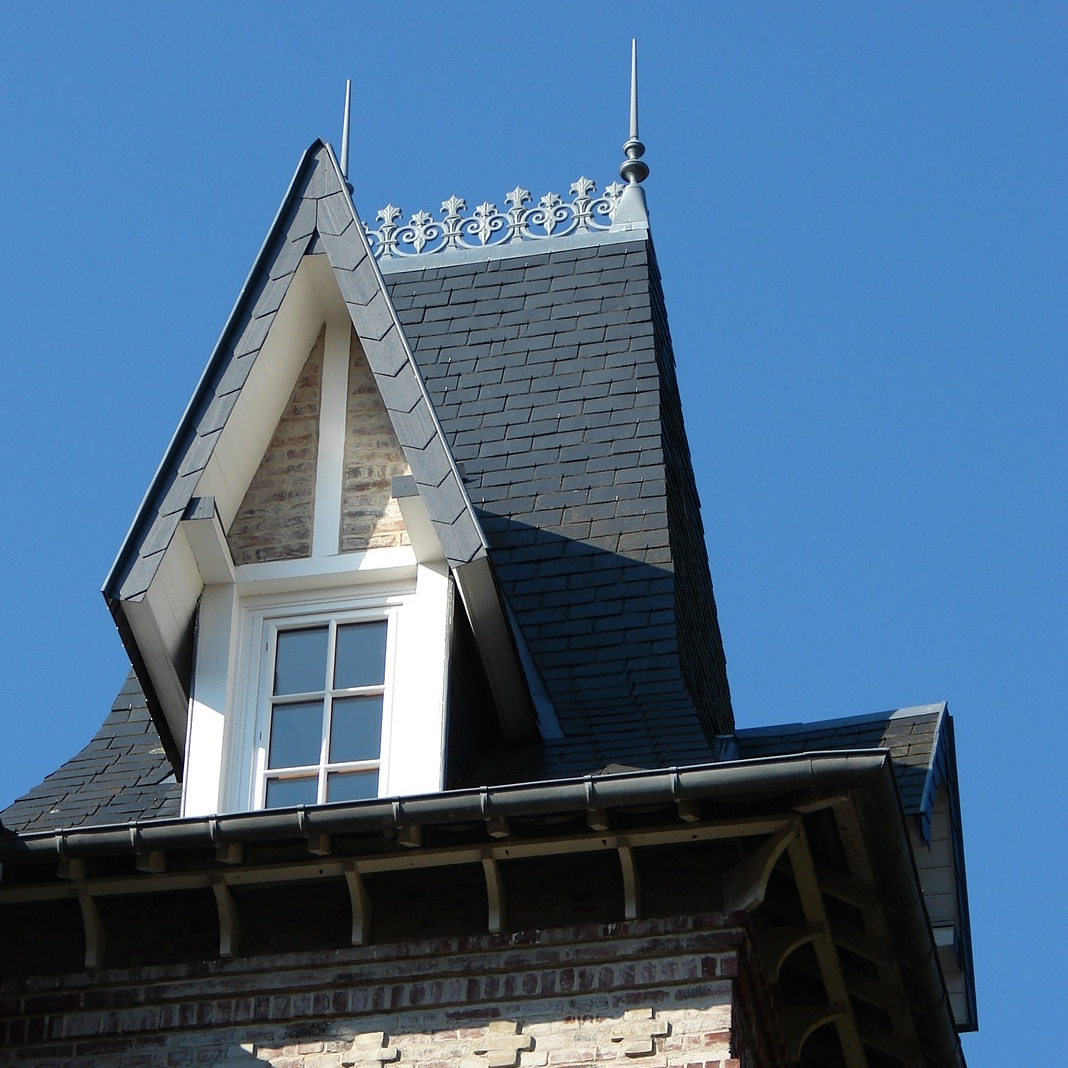
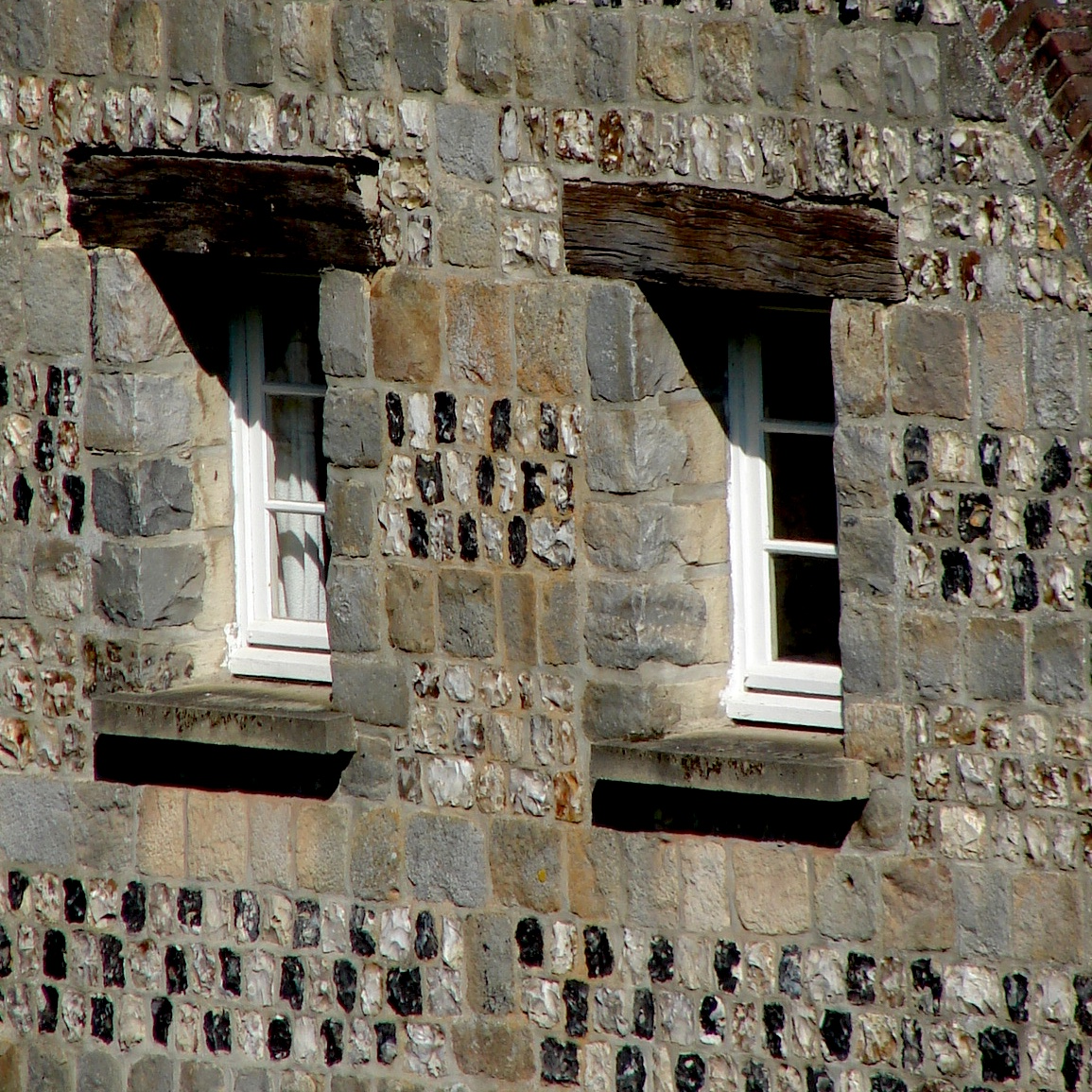
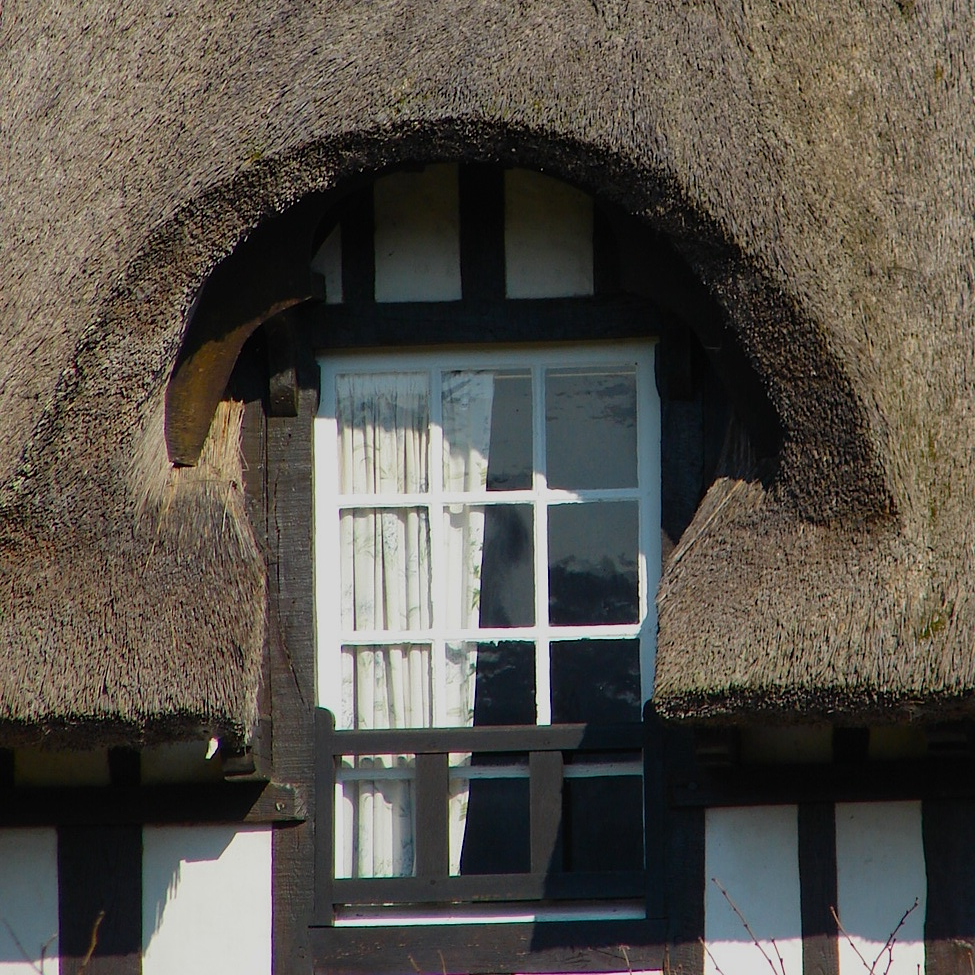
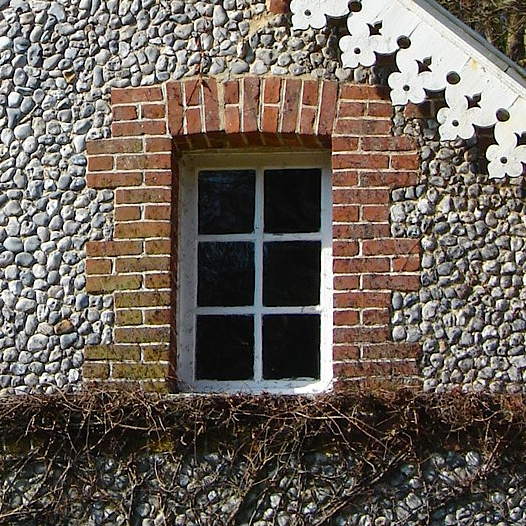
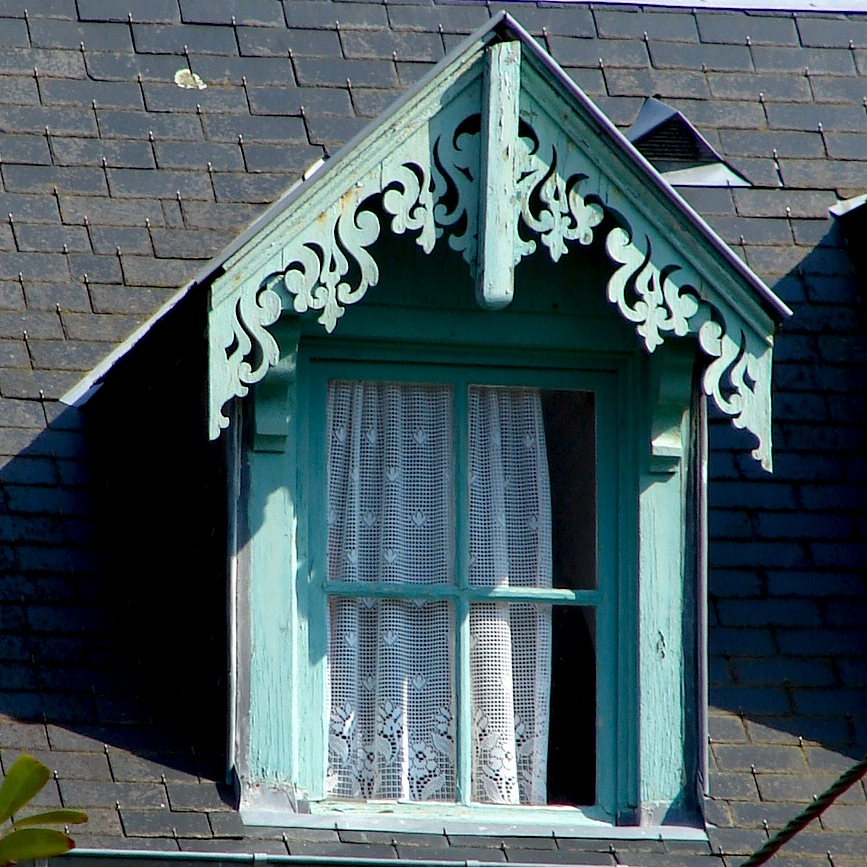
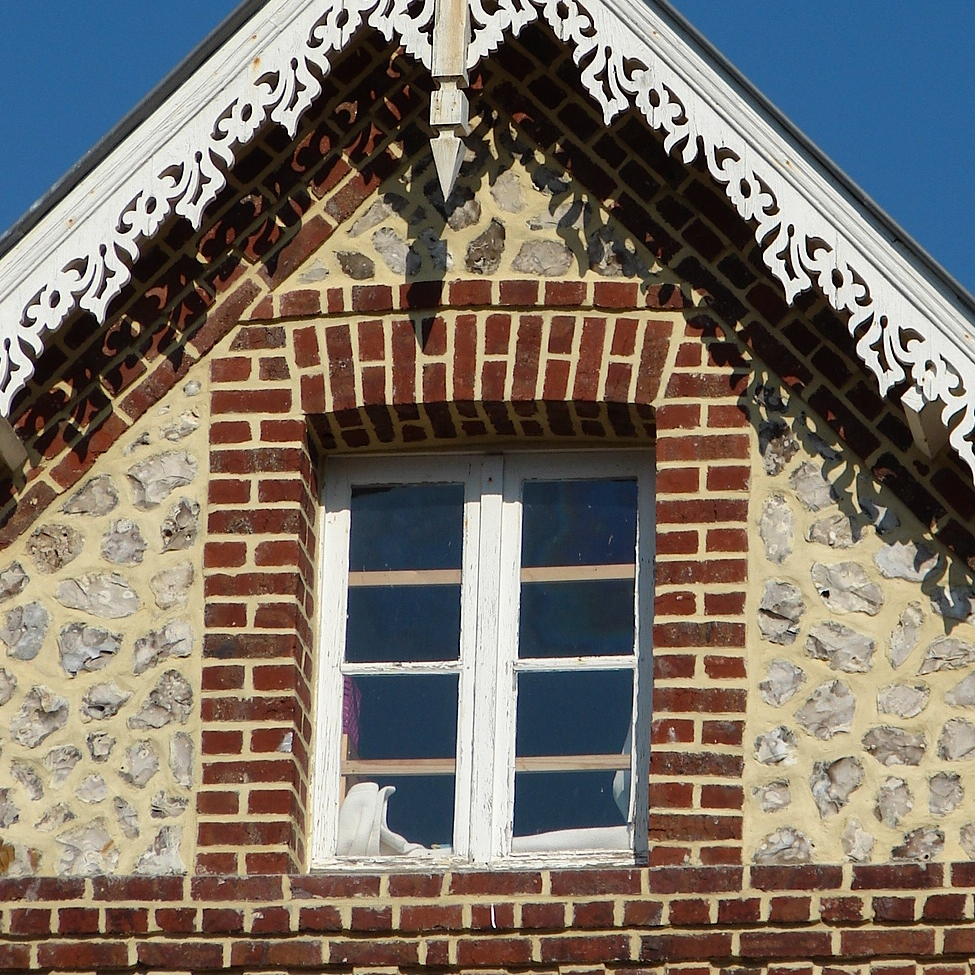
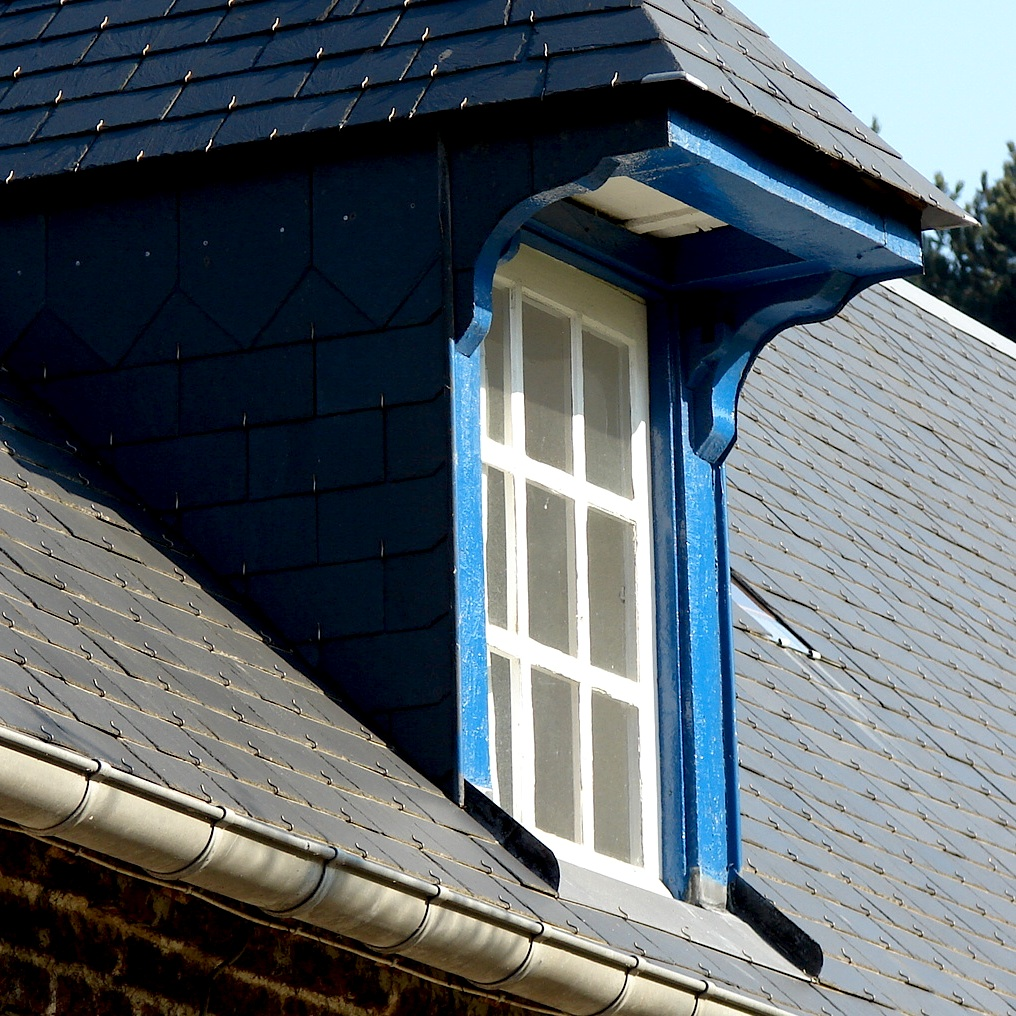
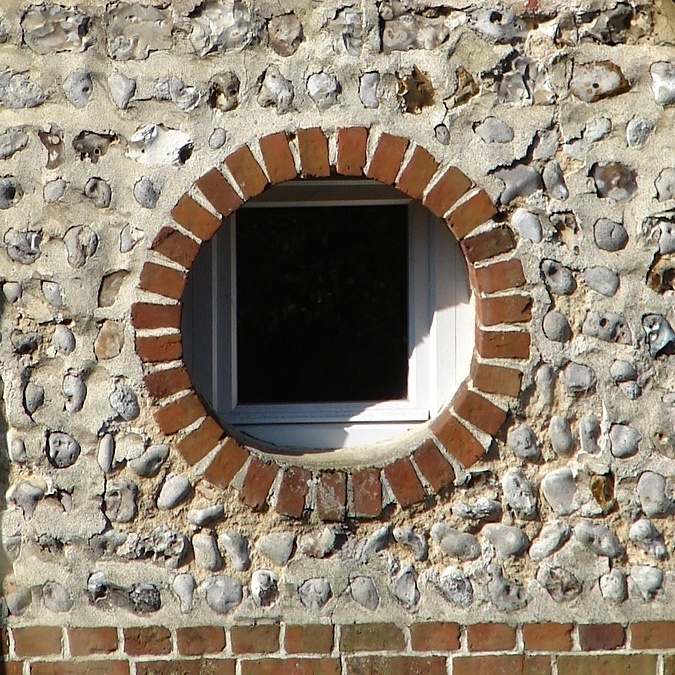
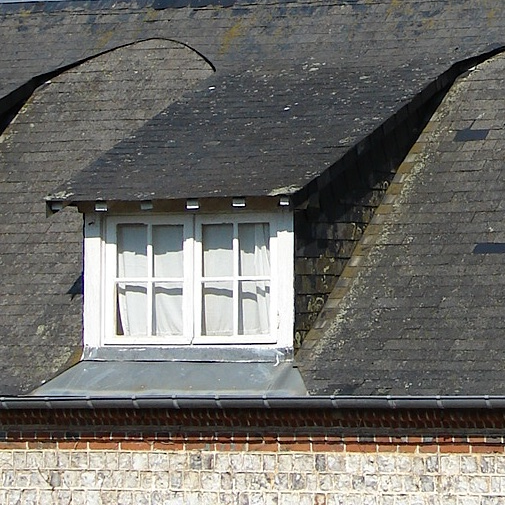
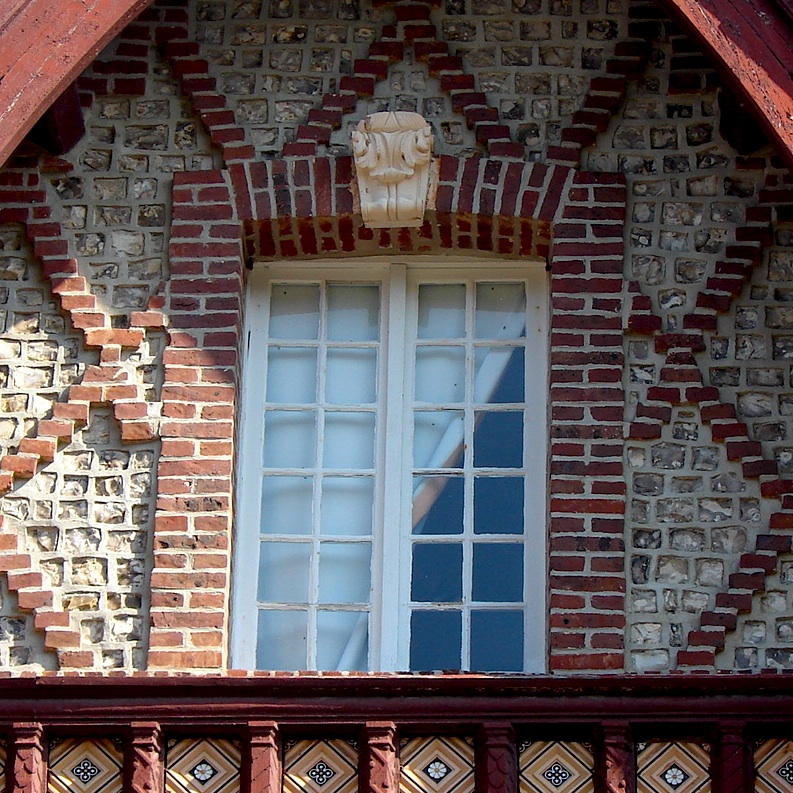
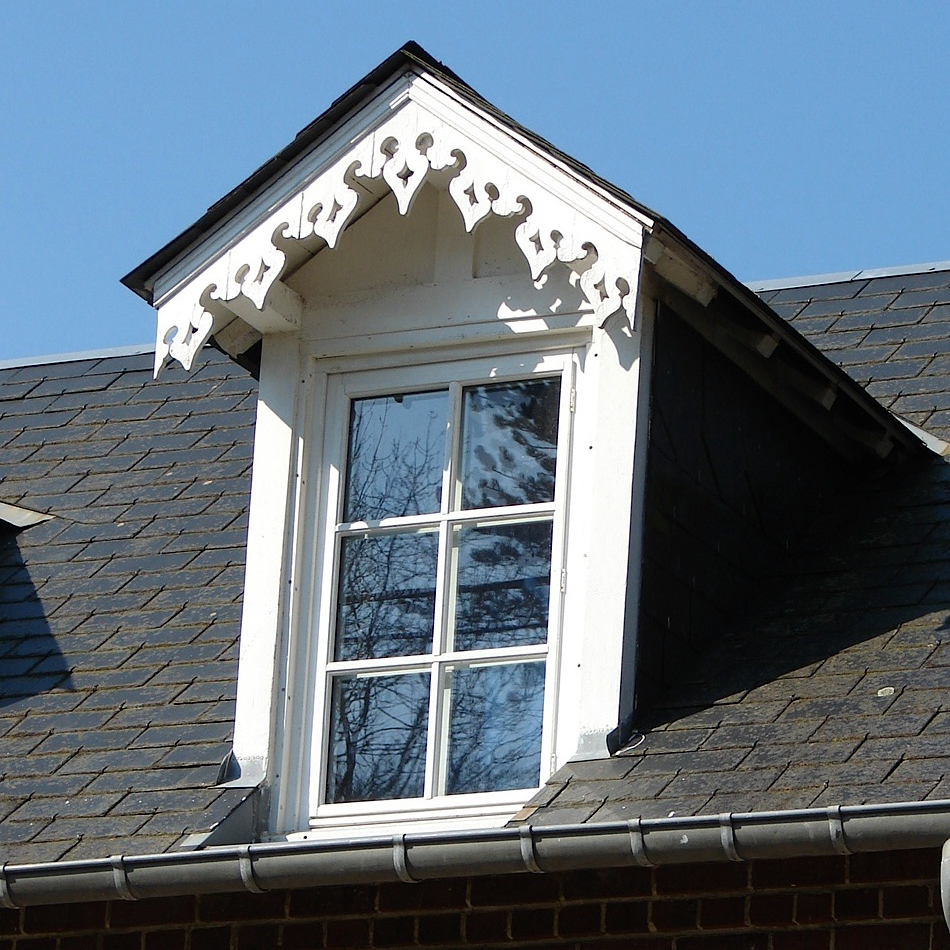
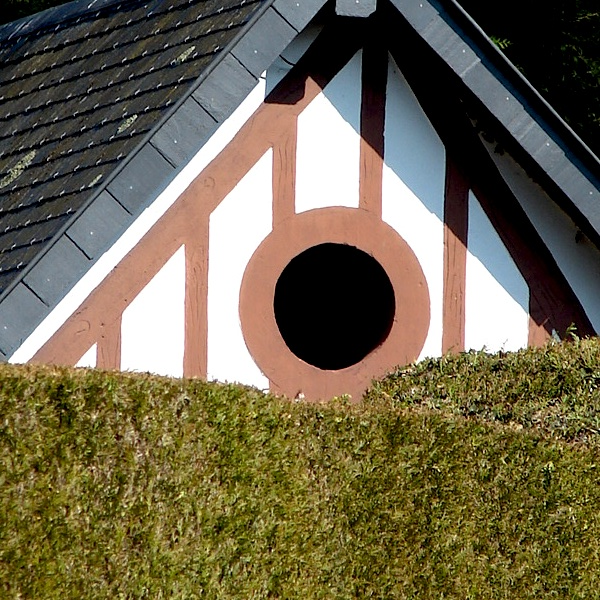
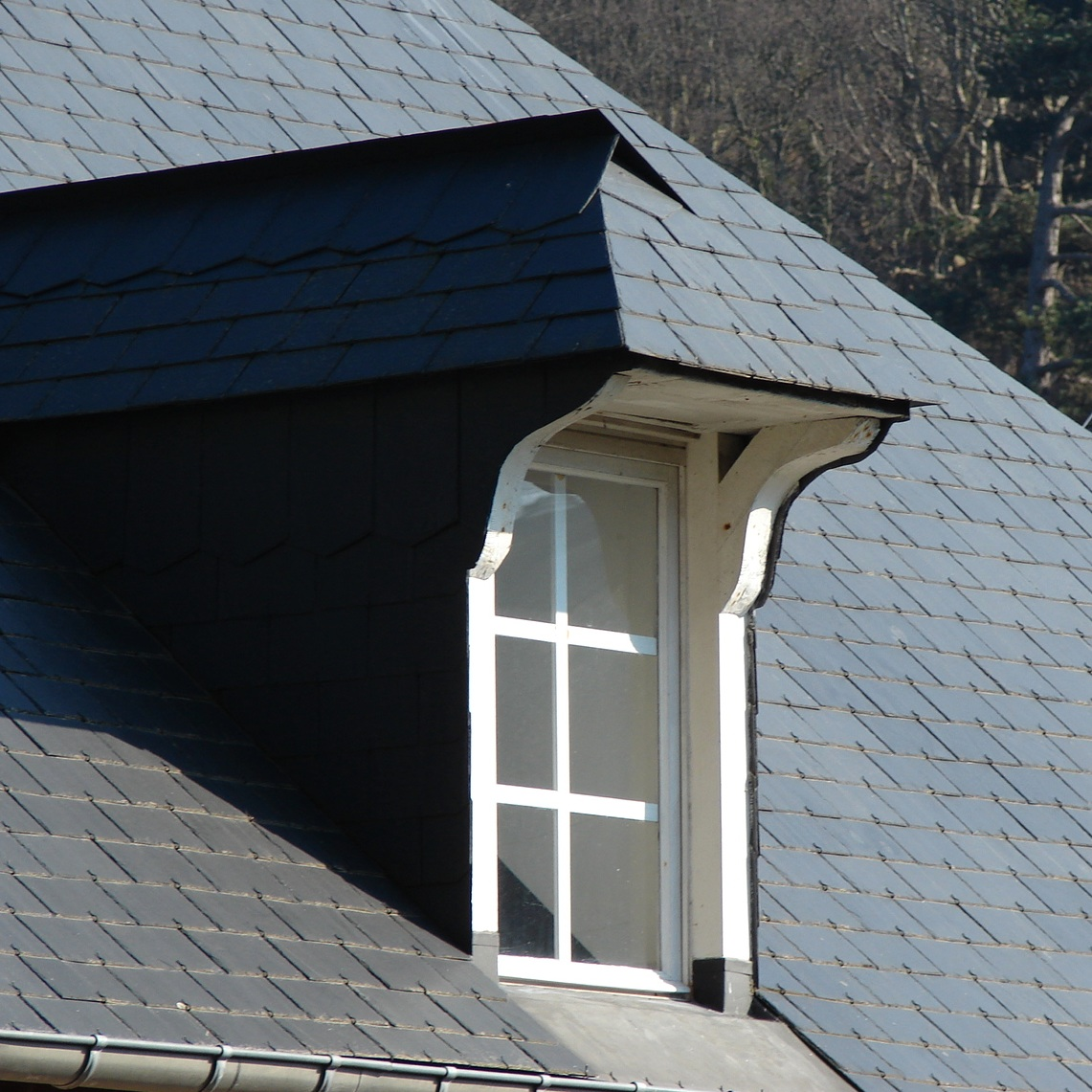
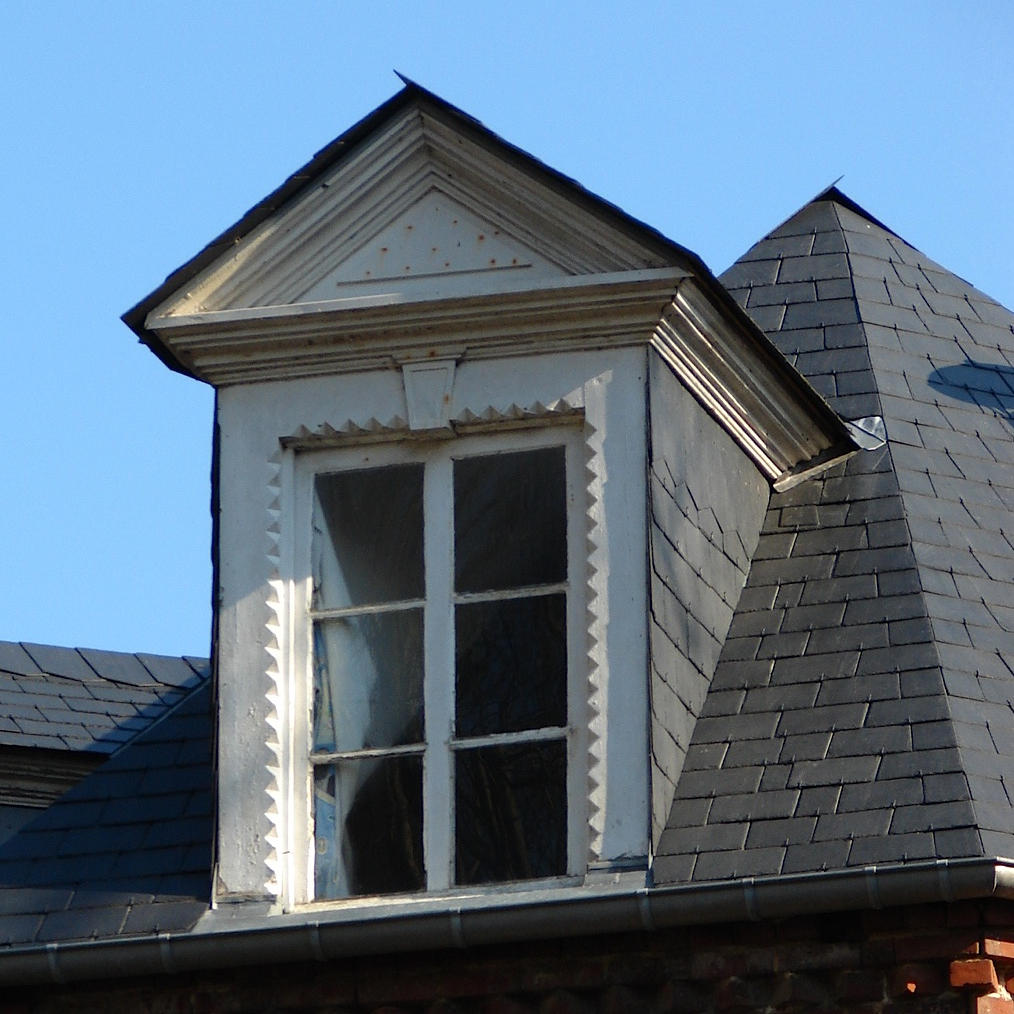

- Grotte des Petites-Dales[11]
- Architecture

## Personnes célèbres

### Personnes en lien avec les Petites-Dalles (y étant venu ou y habitant)
- Jules Verne (1828-1905), écrivain
- Michel Verne (1861-1925), fils du précédent
- Sissi, l'impératrice Élisabeth d'Autriche (1837-1898)
- Alphonse Daudet (1840-1897), écrivain
- Ernest Daudet (1837-1921), écrivain et journaliste, frère aîné du précédent
- Gustave Eiffel (1832-1923), ingénieur, industriel, connu surtout pour la tour Eiffel
- Erwin Rommel (1891-1944), général allemand, qui y est passé pour atteindre la Manche lors de la Bataille de France en 1940.
- Jean-Philippe Lauer (1902-2001), architecte, archéologue et égyptologue
- Georges Perec (1936-1982), écrivain
- Jeanloup Sieff (1933-2000), photographe
- Brad Pitt (1963-), acteur américain, à l'occasion du tournage d'une publicité
- Sarah Bernhardt (1844-1923), actrice célèbre. Elle était amie de Henri Opper de Blowitz
- Henri Opper de Blowitz (1825-1903), journaliste, correspondant du Times, amie de la précédente. C'est le premier propriétaire du manoir des Lampottes[réf. souhaitée]
- Henri Poincaré (1854-1912), polytechnicien, important mathématicien, physicien et philosophe des sciences français, connu notamment pour être un des deux principaux contributeurs de la relativité restreinte en 1905. L'autre principal contributeur de la relativité restreinte est Albert Einstein[12]
- Louis Leprince-Ringuet (1901-2000), polytechnicien également, physicien français important, vulgarisateur, enseignant-chercheur, primé et avec des postes importants
- Henri Bellery-Desfontaines (1867-1909), artiste
- Maryse Mourer, alias Martine Carol (1920-1967), actrice, vedette
- Hector Malot (1830-1907), écrivain
- Henri Wallon (1812-1904), homme politique majeur de la Troisième République française[13][14]
- Katherine Pancol (1954-), journaliste et femme écrivain française
- Claudine Loquen (1965-), peintre et illustratrice française [15]
- Maruschka Detmers (1964-), actrice

### Les peintres qui ont illustré les Petites-Dalles
De très nombreux peintres ont été inspirés par le site entre autres :
- Claude Monet (1840-1926)
- Camille Pissarro (1830-1903)
- Eugène Delacroix (1798-1863)
- Eugène Boudin (1824-1898)
- Paul Valantin
- Paul Wallon (1845-1918)
- Berthe Morisot (1841-1895)
- Pauline Caspers (1865-1946)
- Bernadette Sers (1928-2000)

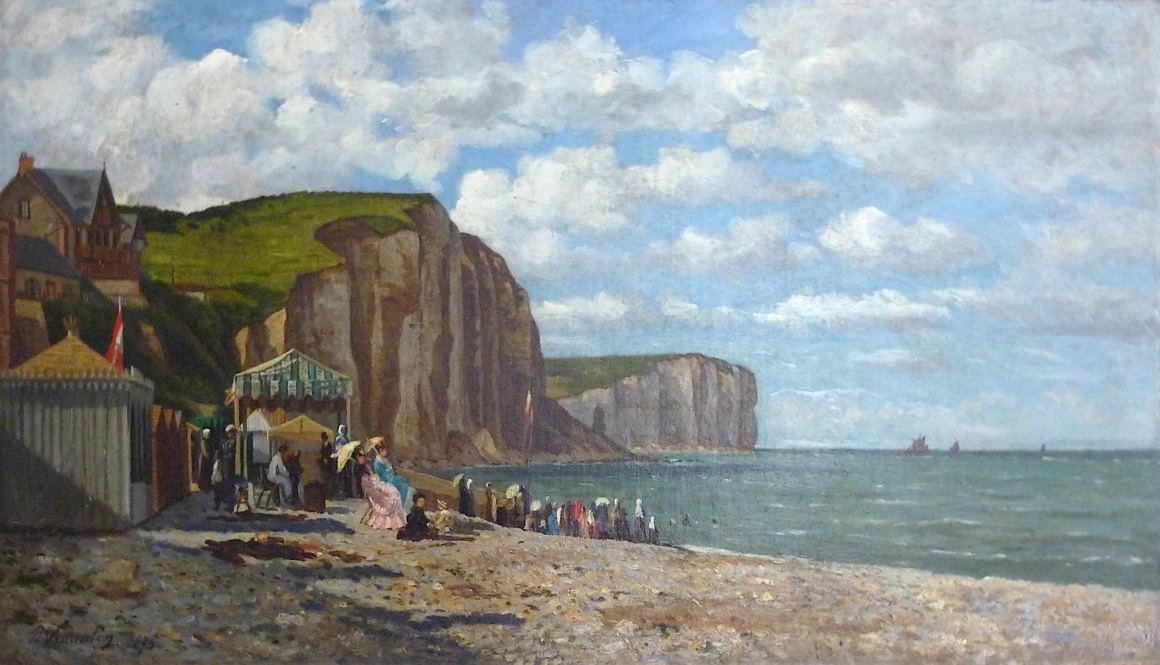
Tableau de Paul Valantin, 1875. On aperçoit un couloir de toile permettant à Sissi (Élisabeth de Wittelsbach) qui fréquente la plage en 1875 de prendre des bains soustraite au regard des curieux.
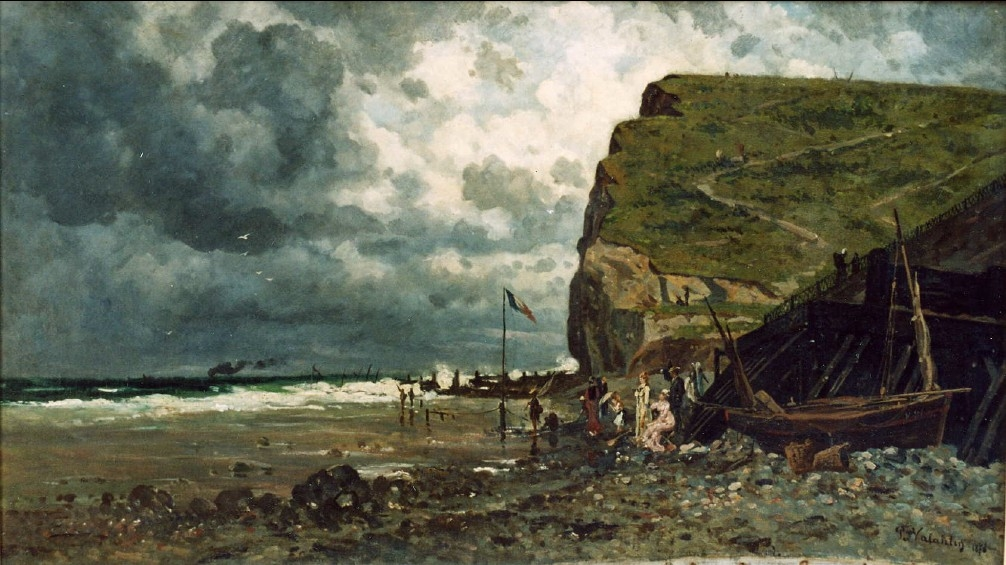
Tableau de Paul Valantin, 1876.
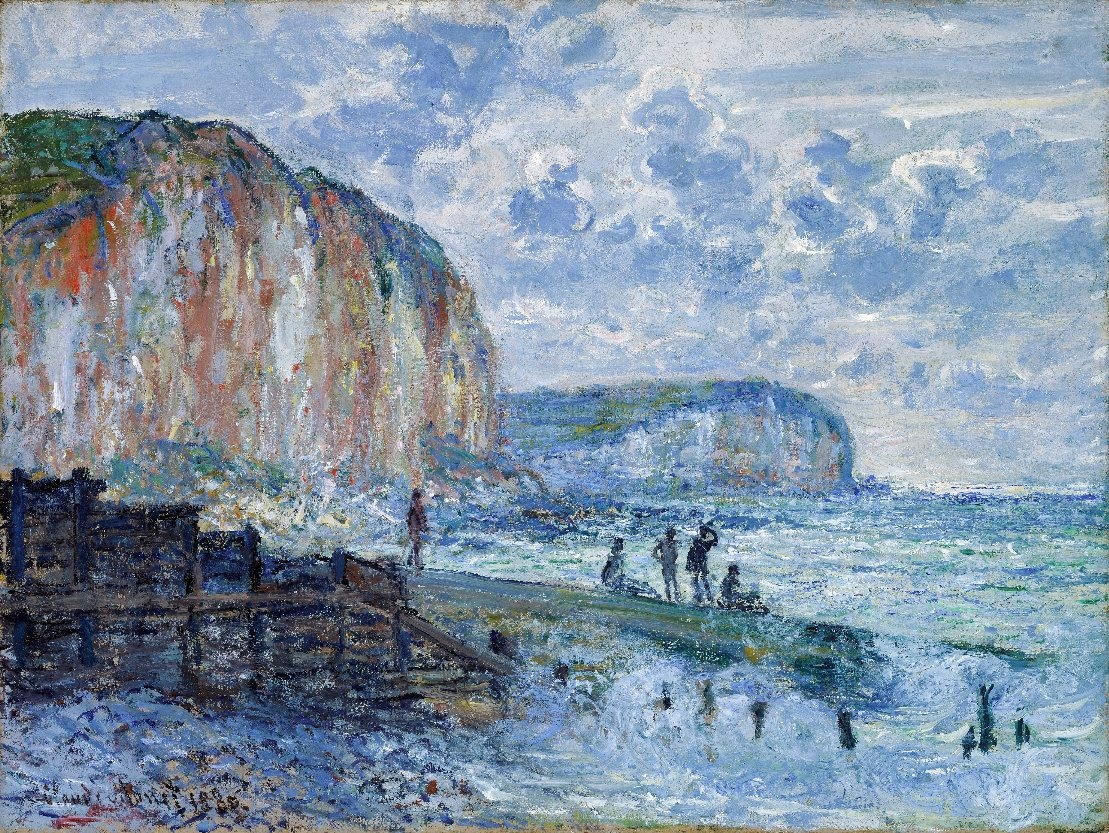
Tableau de Claude Monet, 1880.
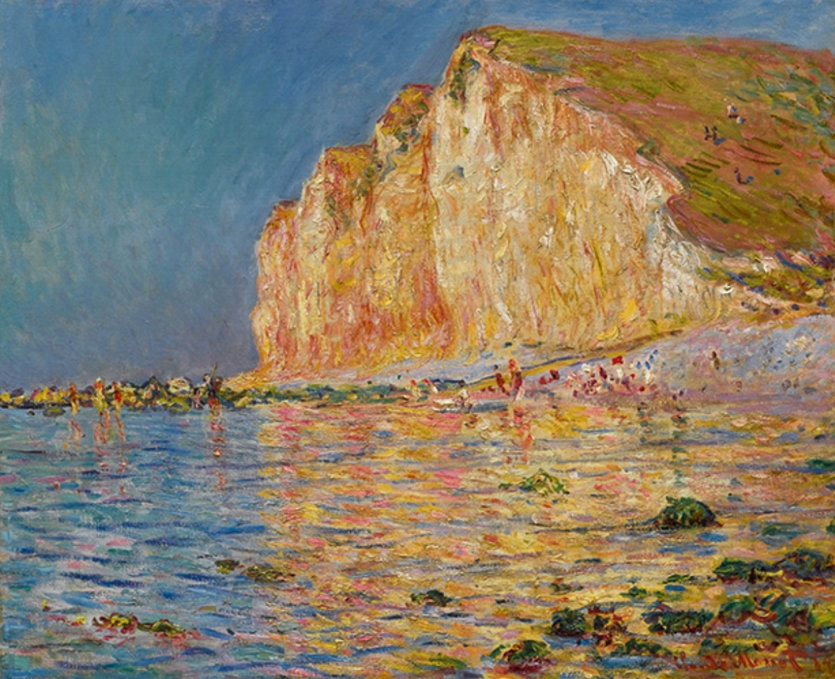
Tableau de Claude Monet, 1884.

## Galerie photo

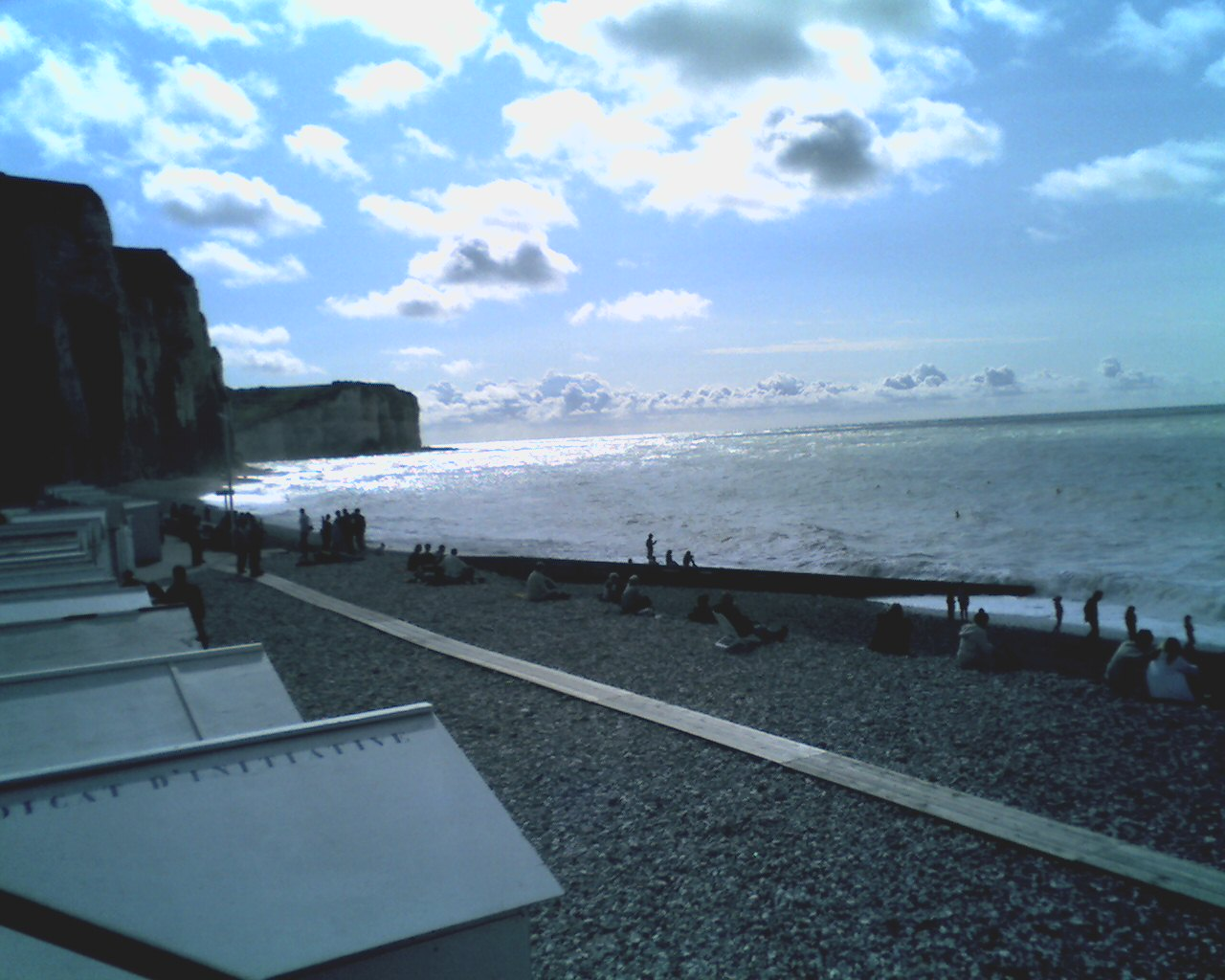
La plage des Petites-Dalles.
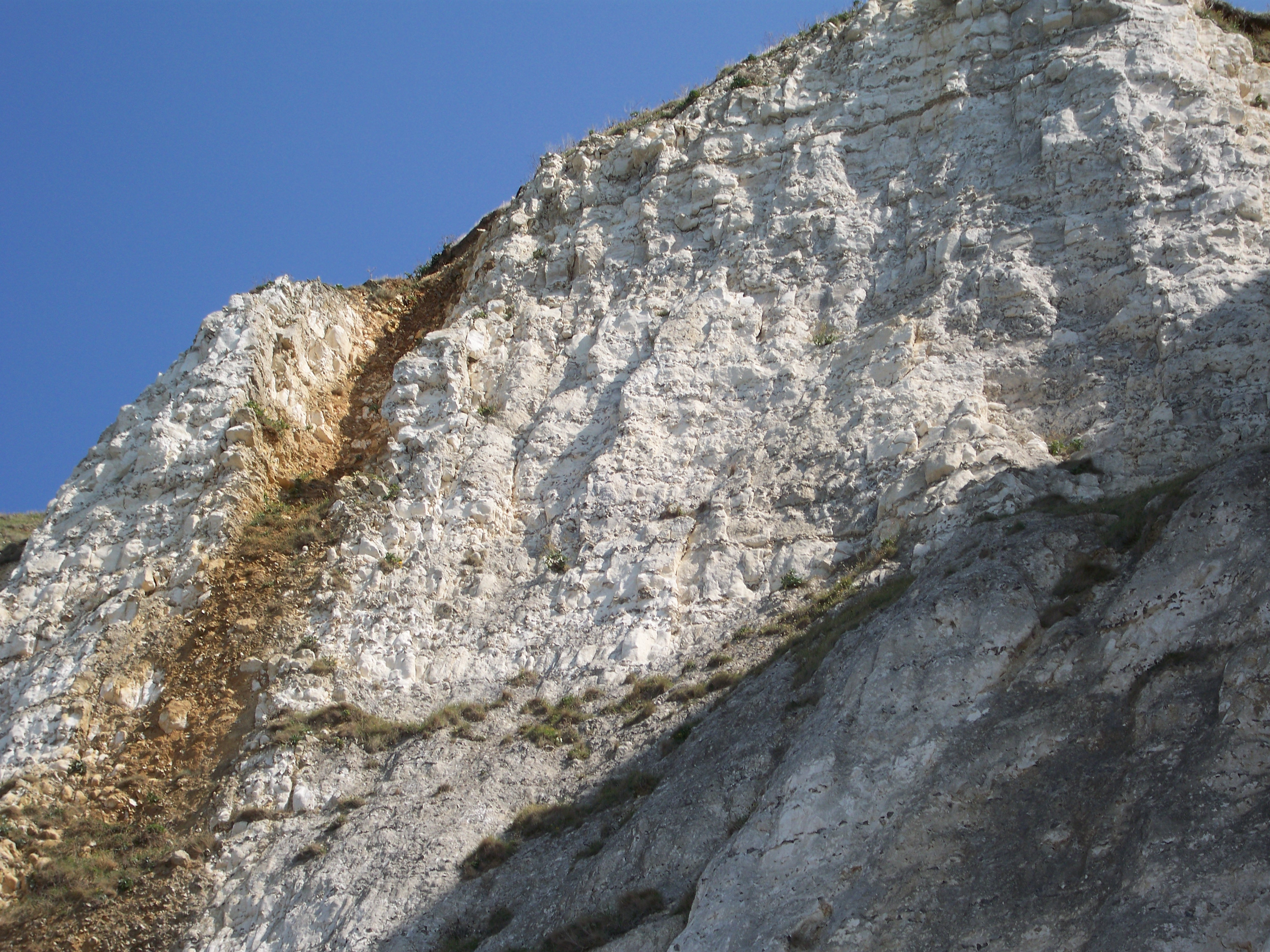
Vue sur la falaise.
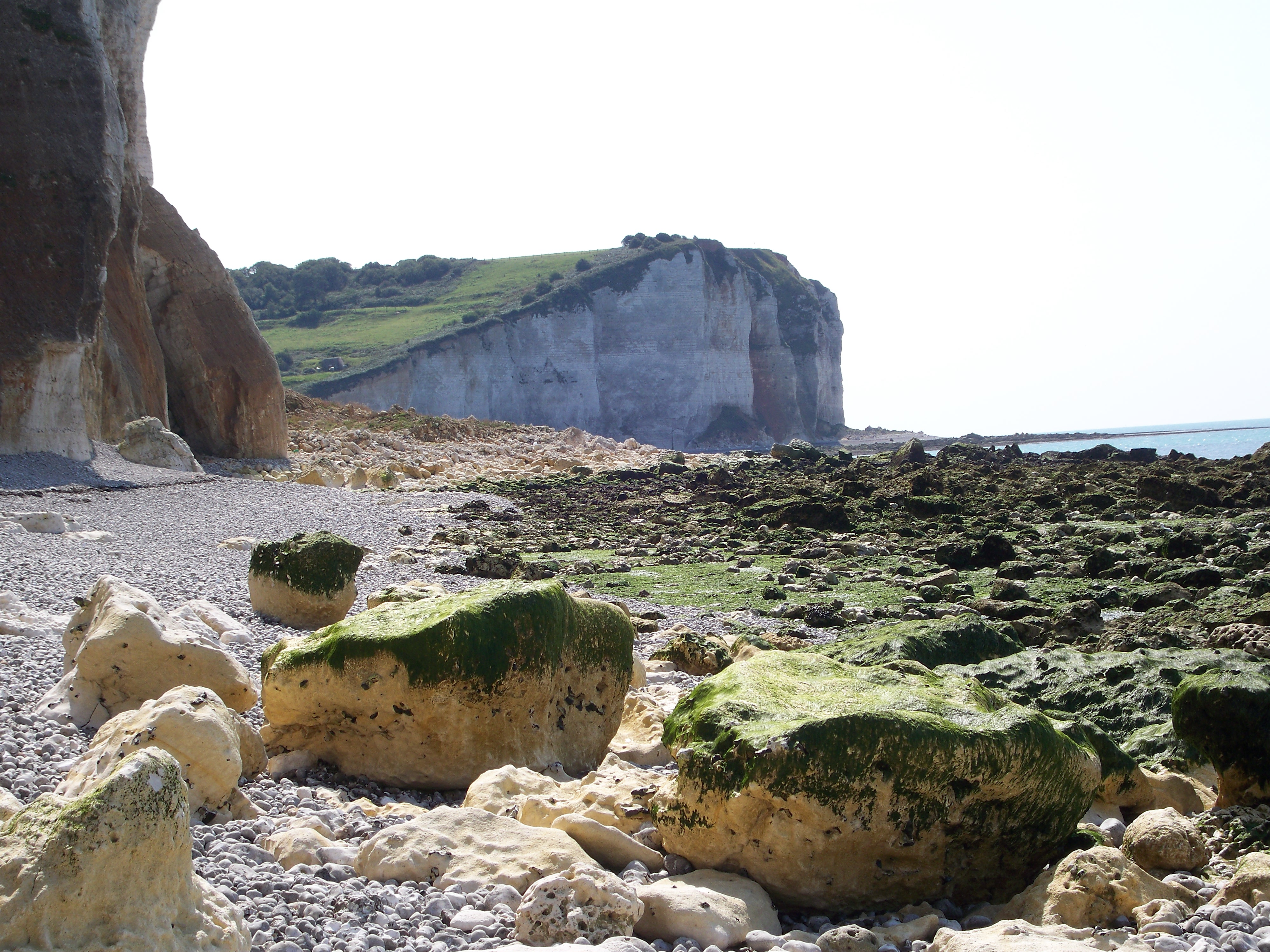
Vue sur la falaise.
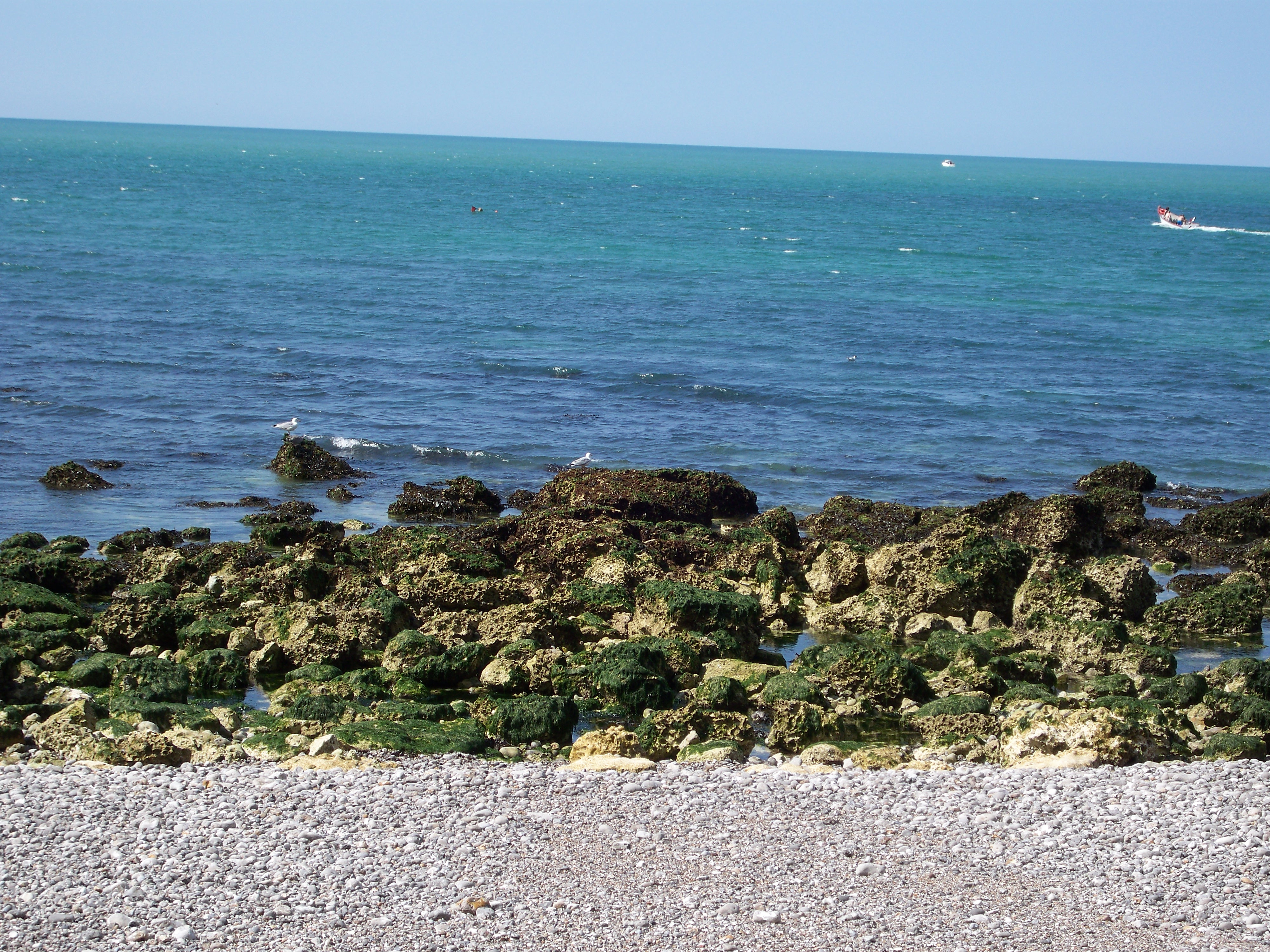
Vue sur la plage.